# 格魯什卡 (大米海利夫卡區)
47°8′39″N 29°38′37″E / 47.14417°N 29.64361°E
赫魯什卡（烏克蘭語：Грушка）是位於烏克蘭西南部的村莊，由敖德萨州羅茲季利納區的大米哈伊利夫卡市鎮負責管轄。該村始建於1870年，面積0.19平方公里，海拔高度201米，2001年人口15，人口密度每平方公里78.95人。